# Florieni, Argeș
Florieni este un sat în comuna Albeștii de Argeș din județul Argeș, Muntenia, România.